# Ford Start Concept
Ford Start Concept é um protótipo de modelo subcompacto urbano apresentado pela Ford na edição de 2010 do Salão de Pequim.